# Péter Varga
Péter Varga (* 27. ledna 1998) je slovenský fotbalový záložník, od ledna 2023 působí v klubu FC Košice. Byl mládežnickým reprezentantem Slovenska.

## Klubová kariéra
Svoji fotbalovou kariéru začal ve Slovanu Levice, odkud v průběhu mládeže zamířil do klubu FK Senica. V listopadu 2014 absolvoval společně s dalšími třemi hráči Senice stáž v nizozemském týmu ADO Den Haag.

### FK Senica
V průběhu podzimní části sezony 2015/16 se propracoval do prvního mužstva.

#### Sezona 2015/16
V dresu A-týmu Senice debutoval 22. 9. 2015 v ligovém utkání 22. kola proti FC ViOn Zlaté Moravce (prohra 0:3), odehrál 55 minut. V té době mu bylo 17 let, 7 měsíců a 26 dní.

## Reprezentační kariéra
V březnu 2015 bojoval neúspěšně se slovenským výběrem do 17 v kvalifikaci o postup na ME 2015 v Bulharsku. Od roku 2015 je reprezentantem výběru U18.